# Beh Bīd
Beh Bīd (persiska: به بید) är en ort i Iran.   Den ligger i provinsen Khuzestan, i den centrala delen av landet, 500 km sydväst om huvudstaden Teheran. Beh Bīd ligger 31 meter över havet och antalet invånare är 453.
Terrängen runt Beh Bīd är platt åt sydväst, men åt nordost är den kuperad.Runt Beh Bīd är det ganska tätbefolkat, med 80 invånare per kvadratkilometer. Närmaste större samhälle är Shūshtar, 18,5 km nordväst om Beh Bīd. Trakten runt Beh Bīd är ofruktbar med lite eller ingen växtlighet.